# Gayville
Gayville est une municipalité américaine située dans le comté de Yankton, dans l'État du Dakota du Sud. Selon le recensement de 2010, elle compte 407 habitants. La municipalité s'étend sur 0,21 milles carrés (0,54 km2).
Un bureau de poste ouvre dans cette localité en 1872 et prend le nom de son receveur Elkanah Gay.

## Démographie
| 1910 | 1920 | 1930 | 1940 | 1950 | 1960 |
| ---- | ---- | ---- | ---- | ---- | ---- |
| 257  | 305  | 261  | 278  | 271  | 261  |

| 1970 | 1980 | 1990 | 2000 | 2010 | - |
| ---- | ---- | ---- | ---- | ---- | - |
| 269  | 407  | 401  | 418  | 407  | - |